# Augustinópolis
Augustinópolis este un oraș în Tocantins (TO), Brazilia. 